# Pont Vieux, Béziers
Pont vieux – stari most -  je klasično umetniško delo, ki stoji v mestu Béziers v departmaju Hérault v Franciji.

## Zgodovina
Značilna konstrukcija za romansko arhitekturo (12. stoletje), omogoča prehod reke Orb. Zelo dolgo je ostal edino križanje reke na poti iz Provanse v Toulouse. V različnih obdobjih je doživel spremembe: 14. stoletje, 15. stoletje, 16. stoletje.
Karel VII. Francoski in Ludvik XI. Francoski sta v pismih konzulom iz Bézierja zapisala o mostu »mogočna antična, razkošna in velika zgradba«.

## Opis
Most je bil zgrajen (ali obnovljen) v času pred letom 1134, ko ga omenja akt. Zdi se, da v tem času njegova širina ni presegala 3,45m njegovih spodnjih obokov. Konstrukcijo so verjetno v 15. stoletju razširili, obdali z loki, ki so jih povezali z oporniki in dosegli širino med ograjami 5,20 m. O večjih ali manj pomembnih popravilih poročajo v letih 1341 in 1526. Obrambni stolp, postavljen ob drevoredu na strani mesta, je bil porušen okoli leta 1768. Stari most je dolg 241,46 m je sestavljen iz petnajstih neenakomernih obokov, le sedem od njih prečka reko v obdobjih nizkega vodostaja. Vsak lok je od naslednjega ločen z majhnim polkrožnim obokom s povprečno odprtino 3 m. Ti obokani prehodi so okulusi neposredno nad oporniki in so namenjeni olajšanju pretoka vode med poplavljanjem. Dandanes so prvi oboki že zasuti. Sedmi (srednji) obok je večji in tako kot večina drugih sestavljen iz dveh lokov. Osmi obok prikazuje odmik spodnjega glavnega loka, navzdol od strani. Od tod se šest velikih, neenakomernih obokov razteza po toku reke. Samo en majhen obok je na vzhodnem bregu, mestna stran. Prisotni oporniki imajo dol in gorvodno trikotne ščitnike, ki niso zelo štrleči.

## Zaščita
Pont Vieux de Béziers je od 18. junija 19631 uvrščen med zgodovinske spomenike. 